# Station Stadtoldendorf
Station Stadtoldendorf (Bahnhof Stadtoldendorf) is een spoorwegstation in de Duitse plaats Stadtoldendorf, in de deelstaat Nedersaksen. Het station ligt aan de spoorlijn Helmstedt - Holzminden. Het station werd geopend op 10 oktober 1865.  

## Indeling
Het station heeft één zijperron, die niet is overkapt maar voorzien van abri's. Vroeger was er nog een tweede perron, tussen de sporen 1 en 2, die alleen te bereiken was via overpaden. Dit perron is nog wel aanwezig maar de overpaden zijn verwijderd en spoor 1 is omgenummerd naar spoor 2. Het perron is te bereiken vanaf de straat Bahnhofstraße. In deze straat bevinden zich ook een parkeerterrein, een fietsenstalling en een bushalte. Tevens staat hier het voormalige stationsgebouw, die niet meer wordt gebruikt en in 2016 te koop werd aangeboden.

## Verbindingen
De volgende treinserie doet het station Stadtoldendorf aan:
| Serie | Treinsoort                  | Route                                                                           | Bijzonderheden                                                                 |
| ----- | --------------------------- | ------------------------------------------------------------------------------- | ------------------------------------------------------------------------------ |
| RB 84 | Regionalbahn (NordWestBahn) | Paderborn Hbf – Bad Driburg (Westf) – Holzminden – (Stadtoldendorf – Kreiensen) | Egge-Bahn 1x per twee uur van/naar Kreiensen, gekoppeld in Ottbergen aan RB 85 |